# Coupe d'Afrique des vainqueurs de coupe de football 1980
Navigation
Édition précédente Édition suivante
La Coupe d'Afrique des vainqueurs de coupe de football 1980 est la sixième édition de la Coupe d'Afrique des vainqueurs de coupe. 
Cette compétition qui oppose les vainqueurs des Coupes nationales voit le sacre du club du Tout Puissant Mazembe du Zaïre, dans une finale qui se joue en deux matchs face aux Ivoiriens d'Africa Sports. Il s'agit du premier titre africain pour le TP Mazembe et de la deuxième finale perdue par un club ivoirien après celle perdue par le Stella Club d'Adjamé en 1975.
Le tenant du titre, le Canon Yaoundé, ne peut défendre son trophée car il est engagé en Coupe des clubs champions après avoir remporté le Championnat camerounais.

## Tour préliminaire
| Équipe 1                    | Résultat      | Équipe 2            | Aller | Retour |
| --------------------------- | ------------- | ------------------- | ----- | ------ |
| Africa Sports               | -             | Dingareh FC forfait | -     | -      |
| Casa Sport                  | 6 - 1         | Bula FC             | 5 - 1 | 1 - 0  |
| Buffles du Borgou FC        | 4 - 7         | OC Agaza            | 1 - 2 | 3 - 5  |
| Atlético Malabo             | 3 - 5         | USM Libreville      | 2 - 2 | 1 - 3  |
| Eleven Wise                 | 4 - 0         | Sodiam Sport        | 3 - 0 | 1 - 0  |
| Espérance sportive de Tunis | -             | Ader Club forfait   | -     | -      |
| Kadiogo FC                  | 1 - 1 4-2 tab | Walum Stars         | 1 - 0 | 0 - 1  |
| Kampala City Council        | 5 - 2         | Marine Club FC      | 3 - 1 | 2 - 1  |
| NA Hussein Dey              | 7 - 1         | ACS Ksar            | 7 - 0 | 0 - 1  |
| Matlama FC                  | 5 - 4         | Palmeiras de Beira  | 4 - 3 | 1 - 1  |
| Pan African                 | 6e - 6        | AS Sotema           | 2 - 1 | 4 - 5  |
| Township Rollers            | 3 - 6         | TP Mazembe          | 2 - 2 | 1 - 4  |

## Premier tour
| Équipe 1      | Résultat      | Équipe 2                            | Aller | Retour |
| ------------- | ------------- | ----------------------------------- | ----- | ------ |
| Africa Sports | 4 - 3         | USM Libreville                      | 3 - 2 | 1 - 1  |
| OC Agaza      | 0 - 0 2-1 tab | Horoya AC                           | 0 - 0 | 0 - 0  |
| Eleven Wise   | 3 - 2         | Dynamo Douala                       | 2 - 1 | 1 - 1  |
| Kadiogo FC    | -             | Espérance sportive de Tunis forfait | -     | -      |
| Matlama FC    | 1 - 1e        | Ramogi United                       | 1 - 1 | 0 - 0  |
| Pan African   | 1 - 2         | Shooting Stars FC                   | 0 - 1 | 1 - 1  |
| Casa Sport    | 1 - 3         | NA Hussein Dey                      | 1 - 1 | 0 - 2  |
| TP Mazembe    | 3 - 2         | Kampala City Council                | 1 - 0 | 2 - 2  |

## Quarts de finale
| Équipe 1      | Résultat      | Équipe 2          | Aller | Retour |
| ------------- | ------------- | ----------------- | ----- | ------ |
| OC Agaza      | 1 - 2         | Africa Sports     | 1 - 1 | 0 - 1  |
| Eleven Wise   | 2 - 5         | NA Hussein Dey    | 1 - 1 | 1 - 4  |
| Ramogi United | 0 - 4         | Kadiogo FC        | 0 - 3 | 0 - 1  |
| TP Mazembe    | 3 - 3 3-0 tab | Shooting Stars FC | 2 - 1 | 1 - 2  |

## Demi-finales
| Équipe 1      | Résultat | Équipe 2       | Aller | Retour |
| ------------- | -------- | -------------- | ----- | ------ |
| Africa Sports | 3 - 2    | NA Hussein Dey | 1 - 0 | 2 - 2  |
| TP Mazembe    | 3 - 2    | Kadiogo FC     | 1 - 0 | 2 - 2  |

## Finale
| Équipe 1      | Résultat | Équipe 2   | Aller | Retour |
| ------------- | -------- | ---------- | ----- | ------ |
| Africa Sports | 1 - 4    | TP Mazembe | 1 - 3 | 0 - 1  |

## Vainqueur
| Coupe d'Afrique des vainqueurs de coupe Vainqueur 1980 |
| ------------------------------------------------------ |
| TP Mazembe Premier titre                               |